# Красномильська сільська рада
Красноми́льська сільська рада (рос. Красномыльский сельский совет) — сільське поселення у складі Шадрінського району Курганської області Росії.
Адміністративний центр — село Красномильське.
Населення сільського поселення становить 1027 осіб (2017; 1002 у 2010, 984 у 2002).

## Склад
До складу сільського поселення входять:
| Населений пункт      | Населення, осіб (2002) | Населення, осіб (2010) |
| -------------------- | ---------------------- | ---------------------- |
| Деуліна, присілок    | 97                     | 104                    |
| Красномильське, село | 796                    | 793                    |
| Тюрикова, присілок   | 91                     | 105                    |